# Sergio Santarini
Sergio Santarini (Rimini, 10 settembre 1947) è un allenatore di calcio ed ex calciatore italiano, di ruolo difensore. Nel 2015 viene inserito nella hall of fame della Roma.

## Caratteristiche tecniche

### Giocatore

Santarini solleva la Coppa Italia 1979-1980

Difensore impiegato nel ruolo di libero, suppliva alla scarsa velocità con il senso della posizione. Le sue doti tecniche gli consentivano di impostare anche l'azione, facendone di fatto un regista arretrato.

## Carriera

### Giocatore

#### Club
Inizia la carriera con la maglia della squadra della sua città, il Rimini, che milita in Serie C. Esordisce sedicenne nel 1963, agli ordini di Romolo Bizzotto, che lo schiera come marcatore: nel primo anno colleziona tre presenze con la maglia biancorossa, poi diviene titolare inamovibile, totalizzando 76 presenze complessive con tre reti segnate.
Richiesto dal Venezia per disputare un'amichevole contro il Santos (in cui si trova a marcare Pelé), viene notato da Italo Allodi, dirigente dell'Inter, che nel 1967 lo acquista per 90 milioni di lire. 

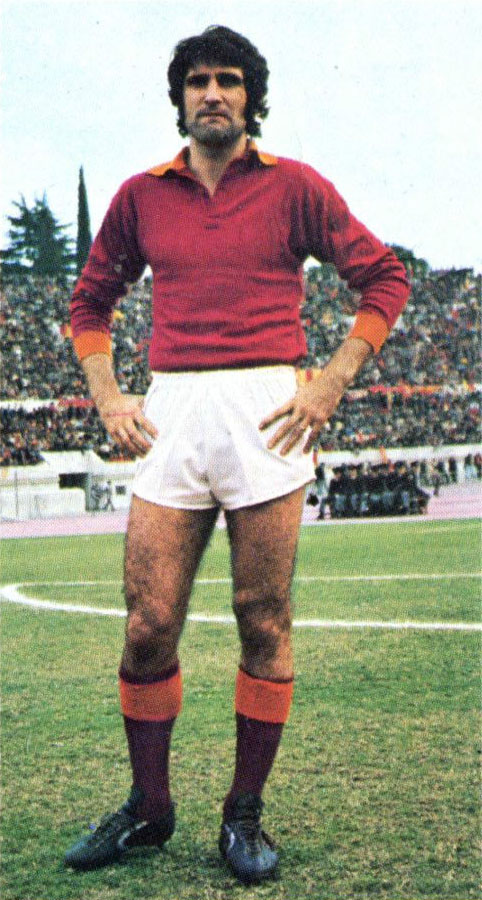
Santarini alla Roma nella stagione 1974-1975

Con la squadra milanese colleziona 14 presenze. Nella stagione successiva, quando Herrera lascia i nerazzurri e siede nella panchina della Roma, si porta dietro Santarini assieme a Aldo Bet (che diventerà poi suo cognato): i due formano la coppia di centrali difensiva, e Santarini eredita il ruolo dalla bandiera romanista Giacomo Losi. Alla sua prima stagione romana totalizza 29 presenze e 1 gol e festeggia la vittoria in Coppa Italia, la prima delle tre conquistate in maglia giallorossa. Rimane alla Roma per tredici annate consecutive, riconfermato anche con Scopigno, Giagnoni e Liedholm, e indossando la fascia di capitano tra il 1976 e il 1980. In totale, con la Roma colleziona 429 presenze (344 di Serie A, 70 in Coppa Italia e 15 in Europa) segnando 7 reti (6 in campionato e una in Coppa Italia).
Nel campionato 1980-1981, per la prima volta, perde il posto da titolare disputando 7 presenze, e a fine stagione lascia la Roma per trasferirsi al Catanzaro. Con i calabresi disputa le sue due ultime stagioni nella massima serie, chiudendo la sua carriera agonistica nel 1983 a 36 anni.

#### Nazionale
Dopo aver disputato 8 presenze nella Nazionale Under 21, è stato convocato in Nazionale maggiore da Ferruccio Valcareggi, debuttando nel 1971 contro l'Austria allo Stadio Olimpico, in una formazione sperimentale e giocando in coppia con Bet. Uscito dal giro azzurro, vi rientra tre anni dopo, convocato da Fulvio Bernardini per un'amichevole con la Bulgaria, che rappresenta la sua ultima apparizione in Nazionale. Nel 1978 viene inserito nella lista dei quaranta azzurrabili per i Mondiali in Argentina, senza tuttavia essere convocato da Enzo Bearzot.

### Allenatore
Dopo il ritiro dal calcio diventa allenatore, tornando nella capitale alla guida dell'Almas Roma.
Nella stagione 1984-1985 subentra a Romeo Benetti alla guida della squadra Primavera della Roma, che nella stagione precedente si era laureata campione d'Italia; porta la squadra alla finale del Torneo di Viareggio, persa contro il Torino.
Nell'annata successiva ritenta l'avventura sulla panchina di una prima squadra, guidando il Rimini (Serie C1), dove viene esonerato. Tra il 1987 e il 1989 è alla Fiorentina, con Sven-Göran Eriksson come direttore tecnico, e in seguito siede come allenatore titolare sulla panchina della Vigor Lamezia.
In seguito torna a far coppia con Eriksson sulla panchina della Sampdoria, e come vice affianca Carlos Bianchi alla Roma, nella stagione 1996-1997. Nel marzo 1998 subentra a Mauro Sandreani al Ravenna, in Serie B; viene riconfermato anche per l'annata successiva, dopo il rifiuto di Attilio Perotti.
Dopo una parentesi al Modena, in Serie C1, torna al Ravenna, sempre in Serie B, dove viene esonerato in favore di Giorgio Rumignani.
A seguito di una rifondazione societaria, dal 2016 ricopre la carica di presidente del Rimini.

## Statistiche

### Presenze e reti nei club
| Stagione         | Squadra          | Campionato       | Campionato | Campionato | Coppe nazionali | Coppe nazionali | Coppe nazionali | Coppe continentali | Coppe continentali | Coppe continentali | Altre coppe | Altre coppe | Altre coppe | Totale | Totale |
| Stagione         | Squadra          | Comp             | Pres       | Reti       | Comp            | Pres            | Reti            | Comp               | Pres               | Reti               | Comp        | Pres        | Reti        | Pres   | Reti   |
| ---------------- | ---------------- | ---------------- | ---------- | ---------- | --------------- | --------------- | --------------- | ------------------ | ------------------ | ------------------ | ----------- | ----------- | ----------- | ------ | ------ |
| 1963-1964        | Rimini           | C                | 3          | 0          | -               | -               | -               | -                  | -                  | -                  | -           | -           | -           | 3      | 0      |
| 1964-1965        | Rimini           | C                | 14         | 0          | -               | -               | -               | -                  | -                  | -                  | -           | -           | -           | 14     | 0      |
| 1965-1966        | Rimini           | C                | 29         | 1          | -               | -               | -               | -                  | -                  | -                  | -           | -           | -           | 29     | 1      |
| 1966-1967        | Rimini           | C                | 30         | 2          | -               | -               | -               | -                  | -                  | -                  | -           | -           | -           | 30     | 2      |
| Totale Rimini    | Totale Rimini    | Totale Rimini    | 76         | 3          |                 | -               | -               |                    | -                  | -                  |             | -           | -           | 76     | 3      |
| 1967-1968        | Inter            | A                | 14         | 0          | CI              | 6               | 1               | -                  | -                  | -                  | -           | -           | -           | 20     | 1      |
| 1968-1969        | Roma             | A                | 29         | 1          | CI              | 11              | 0               | -                  | -                  | -                  | -           | -           | -           | 40     | 1      |
| 1969-1970        | Roma             | A                | 30         | 0          | CI              | 5               | 0               | CdC                | 9                  | 0                  | CdL+CAI     | 2+4         | 0           | 50     | 0      |
| 1970-1971        | Roma             | A                | 28         | 0          | CI              | 4               | 0               | -                  | -                  | -                  | CAI+TP      | 4+4         | 0+1         | 40     | 1      |
| 1971-1972        | Roma             | A                | 30         | 1          | CI              | 4               | 1               | -                  | -                  | -                  | CAI         | 5           | 1           | 39     | 3      |
| 1972-1973        | Roma             | A                | 25         | 1          | CI              | 4               | 0               | -                  | -                  | -                  | CAI         | 2           | 0           | 31     | 1      |
| 1973-1974        | Roma             | A                | 28         | 0          | CI              | 4               | 0               | -                  | -                  | -                  | -           | -           | -           | 32     | 0      |
| 1974-1975        | Roma             | A                | 29         | 0          | CI              | 7               | 0               | -                  | -                  | -                  | -           | -           | -           | 36     | 0      |
| 1975-1976        | Roma             | A                | 30         | 0          | CI              | 4               | 0               | CU                 | 6                  | 0                  | -           | -           | -           | 40     | 0      |
| 1976-1977        | Roma             | A                | 30         | 0          | CI              | 4               | 0               | -                  | -                  | -                  | -           | -           | -           | 34     | 0      |
| 1977-1978        | Roma             | A                | 30         | 1          | CI              | 4               | 0               | -                  | -                  | -                  | CE          | 6           | 1           | 40     | 2      |
| 1978-1979        | Roma             | A                | 24         | 0          | CI              | 4               | 0               | -                  | -                  | -                  | -           | -           | -           | 28     | 0      |
| 1979-1980        | Roma             | A                | 24         | 1          | CI              | 9               | 0               | -                  | -                  | -                  | -           | -           | -           | 33     | 1      |
| 1980-1981        | Roma             | A                | 7          | 0          | CI              | 6               | 0               | CdC                | 0                  | 0                  | TC          | 2           | 0           | 15     | 0      |
| Totale Roma      | Totale Roma      | Totale Roma      | 344        | 5          |                 | 70              | 1               |                    | 15                 | 0                  |             | 29          | 3           | 458    | 9      |
| 1981-1982        | Catanzaro        | A                | 30         | 1          | CI              | 8               | 1               | -                  | -                  | -                  | -           | -           | -           | 38     | 2      |
| 1982-1983        | Catanzaro        | A                | 18         | 0          | CI              | 6               | 0               | -                  | -                  | -                  | -           | -           | -           | 24     | 0      |
| Totale Catanzaro | Totale Catanzaro | Totale Catanzaro | 48         | 1          |                 | 14              | 1               |                    | -                  | -                  |             | -           | -           | 62     | 2      |
| Totale carriera  | Totale carriera  | Totale carriera  | 482        | 9          |                 | 90              | 3               |                    | 15                 | 0                  |             | 29          | 3           | 616    | 15     |

### Cronologia presenze e reti in nazionale
| Cronologia completa delle presenze e delle reti in nazionale ― Italia | Cronologia completa delle presenze e delle reti in nazionale ― Italia | Cronologia completa delle presenze e delle reti in nazionale ― Italia | Cronologia completa delle presenze e delle reti in nazionale ― Italia | Cronologia completa delle presenze e delle reti in nazionale ― Italia | Cronologia completa delle presenze e delle reti in nazionale ― Italia | Cronologia completa delle presenze e delle reti in nazionale ― Italia | Cronologia completa delle presenze e delle reti in nazionale ― Italia |
| Data                                                                  | Città                                                                 | In casa                                                               | Risultato                                                             | Ospiti                                                                | Competizione                                                          | Reti                                                                  | Note                                                                  |
| --------------------------------------------------------------------- | --------------------------------------------------------------------- | --------------------------------------------------------------------- | --------------------------------------------------------------------- | --------------------------------------------------------------------- | --------------------------------------------------------------------- | --------------------------------------------------------------------- | --------------------------------------------------------------------- |
| 20-11-1971                                                            | Roma                                                                  | Italia                                                                | 2 – 2                                                                 | Austria                                                               | Qual. Euro 1972                                                       | -                                                                     |                                                                       |
| 29-12-1974                                                            | Genova                                                                | Italia                                                                | 0 – 0                                                                 | Bulgaria                                                              | Amichevole                                                            | -                                                                     |                                                                       |
| Totale                                                                |                                                                       | Presenze                                                              | 2                                                                     |                                                                       | Reti                                                                  | -                                                                     |                                                                       |

## Palmarès

### Giocatore

#### Club

##### Competizioni nazionali
- Coppa Italia: 3

Roma: 1968-1969, 1979-1980, 1980-1981

##### Competizioni internazionali
- Coppa Anglo-Italiana: 1

Roma: 1972

### Allenatore

#### Competizioni nazionali
- Coppa Italia: 1

Sampdoria: 1993-1994